# Trzecia przestrzeń
Trzecia przestrzeń, woda lub płyn transcelularny lub inaczej transkomórkowy – klasyczne pojęcie z dziedziny fizjologii, które ma największe znaczenie w patologii i odnosi się w niej do zachowania wody w pewnych stanach patologicznych, często bardzo różnych od siebie, których wspólną cechą jest niedostępność dla organizmu części obecnej w nim wody. Stąd funkcjonalne rozumienie „przestrzeni”. W stanie fizjologii płyn transcelularny stanowi niewielką część (2-3%) przestrzeni zewnątrzkomórkowej, na którą składają się: płyny przewodu pokarmowego, dróg oddechowych, moczowych, surowiczych jam ciała (otrzewnej, opłucnej i osierdzia), płyn mózgowo-rdzeniowy, płyn w jamie stawowej, gałkach ocznych.
Przestrzenie płynowe zwierząt wielokomórkowych dzieli się na przestrzeń zewnątrzkomórkową (płyn zewnątrzkomórkowy) i wewnątrzkomórkową (cytoplazma komórek), które pozostają ze sobą w stałej równowadze dynamicznej.
Jednak w wielu stanach patologicznych dochodzi do sytuacji, gdy duże ilości płynu zostają uwięzione w pewnych rejonach organizmu, przy jego, często krytycznym, braku w innych. Taka sytuacja braku efektywnego przepływu płynu wewnątrz organizmu nazywa się "uwięźnięciem płynu w trzeciej przestrzeni" (czyli poza funkcjonującą przestrzenią wewnątrz- i zewnątrz- komórkową), czyli w miejscu, z którego nie może, z różnych przyczyn, być zmobilizowany tam, gdzie jest potrzebny.
Przykłady:
Niedrożność jelit: (przy dowolnej przyczynie) duża ilość  płynu szybko (godziny) przedostaje się do światła przewodu pokarmowego, skąd nie może powrócić do krążenia. Skutkuje to sytuacją gdy cały organizm cierpi na krytyczny niedobór płynów, układ krążenia nie jest w stanie funkcjonować, dochodzi do wstrząsu, przy fizycznej obecności płynu w jelitach.
Oparzenie: skutkuje rozległym, ale w wielu obszarach (przynajmniej na razie) nie śmiertelnym uszkodzeniem komórek, skutkiem tego tracą one możliwość aktywnego transportu płynów, a intensywne procesy uszkadzające i naprawcze produkują duże ilości substancji osmotycznie czynnych, skutkiem tego dochodzi do przysunięcia wody do tych komórek, przy jej deficycie w innych częściach organizmu ze skutkami podobnymi jak w powyższym przykładzie (to nie jedyny powód wstrząsu w rozległych oparzeniach).
Anafilaksja: uszkodzone w sposób rozlany naczynia nie są w stanie utrzymać prawidłowego gradientu onkotycznego co skutkuje przejściem wody do płynu śródmiąższowego, powstaniem obrzęków, a wody brakuje w naczyniach ze skutkiem podobnym jak w poprzednich przykładach.
Przykłady zostały celowo dobrane w ten sposób, gdyż w pierwszym woda jest uwięziona w jamie ciała, w drugim w komórkach, w trzecim w płynie pozakomórkowym, tylko w pierwszym jesteśmy w stanie wskazać fizyczną przestrzeń, gdzie jest płyn, a wszystkie te stany są opisywane pojęciem „uwięźnięcia płynu w trzeciej przestrzeni”.